# OFC Vihren Sandanski
El OFC Vihren Sandanski (en búlgaro: Вихрен Сандански) es un equipo de fútbol de Bulgaria que juega en la Tercera Liga Aficionada de Bulgaria, tercera división de fútbol en el país.

## Historia
Fue fundado el 24 de mayo de 1925 en la ciudad de Sandanski pero fue hasta el año 2005 que abandonó las ligas aficionadas de Bulgaria luego de obtener el ascenso a la A PFG para la temporada 2005/06.
Durante esa temporada el club hizo algo por primera vez: contratar jugadores no nacidos en Bulgaria con el fichaje de Jose Furtado, exjugador del FC Porto.
El club se mantuvo por cuatro temporadas consecutivas en la primera división de Bulgaria hasta su descenso en la temporada 2008/09 luego de terminar en el lugar 14 entre 16 equipos.

## Palmarés
- B PFG: 1

2004/05

## Jugadores

### Jugadores destacados
| - Vasil Metodiev - Vladimir Karakachiev - Todor Mechev - Krasimir Bakalov - Valentin Stankov - Atanas Manushev - Plamen Mitsanski - Emil Mitsanski - Hristo Zlatinov - Pando Kotov - Kiril Katzarov - Ivan Stoyanov - Bozhko Pandaziev - Iliya Tochev - Krasto Penev - Evgeni Mihaylov - Georgi Bachev - Kiril Andreev - Serginio Dias - Ademar | - Miran - Mauro Alexandre - Bruno Paes - Manoel Da Silva - Rodolfo Lima - Jose Furtado - Bruno Šiklić - Vedren Muratović - Florian Lucchini - Sergio Ocana - Christos Maladenis - Dimitrios Zografakis - Dimitris Karademitros - Zoltán Fehér - Tihamér Lukács - Slavcho Georgievski - Shikoze Udoji - Emejuru Okwudili - Yusuf Bello - Eduardo Simões | - Diogo Andrade - Luis Dias - Nuno Almeyda - Tiago Costa - Paulo Teixeira - Pina Semedo - Mauro Almeida - Saša Simonović - Zoran Cvetković - Edgardo Simovic - Gastón Pisani - Gabriel Cichero - Paulo Killer |